# Paracanthocephaloides tripathii
Paracanthocephaloides tripathii är en hakmaskart som beskrevs av Yves-Jean Golvan 1969. Paracanthocephaloides tripathii ingår i släktet Paracanthocephaloides och familjen Arhythmacanthidae. Inga underarter finns listade i Catalogue of Life.